# The Jealous Husband (film 1911)
The Jealous Husband è un cortometraggio muto del 1911 diretto da D.W. Griffith e Henry Lehrman (non confermati)

## Trama
Spinto dagli amici che gli propongono di partecipare a una battuta di pesca, un giovane marito imbroglia la moglie facendosi passare per malato. Il medico, che gli tiene bordone, gli prescrive "pace e tranquillità" e il giovane può partire per la vacanza. Mentre si "cura" in riva al mare, da quelle parti passa in macchina la moglie che va a cercare il medico per la madre ammalata. Quando l'uomo torna a casa, troverà che la "pace e la tranquillità" hanno lasciato per il momento il focolare domestico.

## Produzione
Il film fu prodotto dalla Biograph Company. Venne girato in California, a Santa Monica.

## Distribuzione
Distribuito dalla General Film Company, il film - un cortometraggio di una bobina - uscì nelle sale cinematografiche statunitensi il 10 luglio 1911.